# Chojahuaya
Chojahuaya is een boerengemeenschap, gelegen op de zuidflanken van de Illimani in Bolivia. De huizen van de gemeenschap liggen op een hoogte van ongeveer 2700 meter boven zeeniveau.
Voornaamste bronnen van inkomsten zijn de migratiearbeid en de productie van groentes voor de stad La Paz.
De teelt van groente gebeurt op een hoogte van 2500 tot 3000 meter. Hiervoor gebruikt men irrigatiewater, dat op een hoogte van 4300 meter wordt afgetapt van de gletsjers van de Illimani. Het irrigatiekanaal is met de hand gegraven en heeft een lengte van ongeveer 13 kilometer. Elk jaar werken de inwoners van Chojahuaya een aanzienlijk aantal dagen om het kanaal te onderhouden.

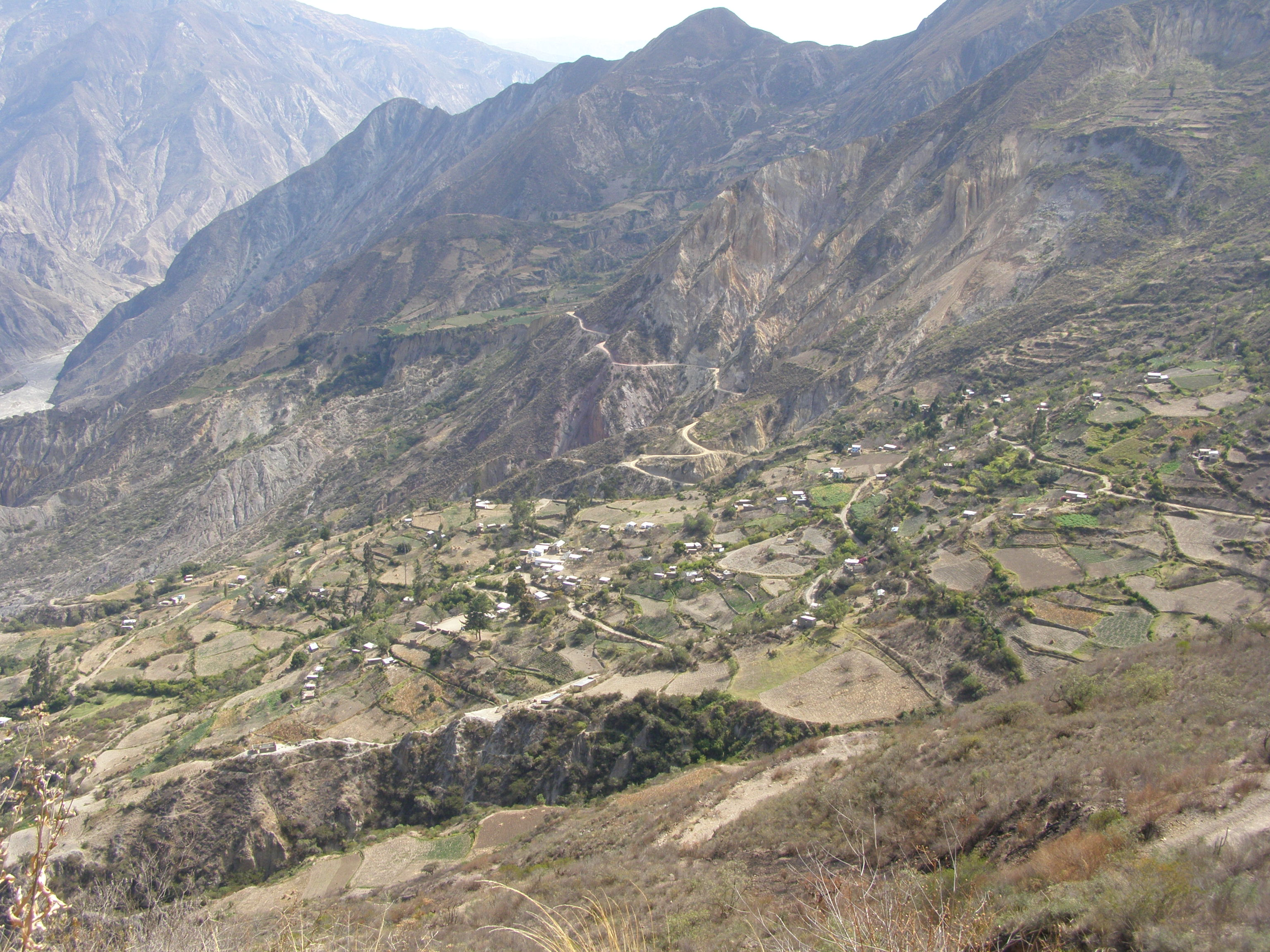
Chojahuaya is gelegen op de zuidhelling van de Illimani
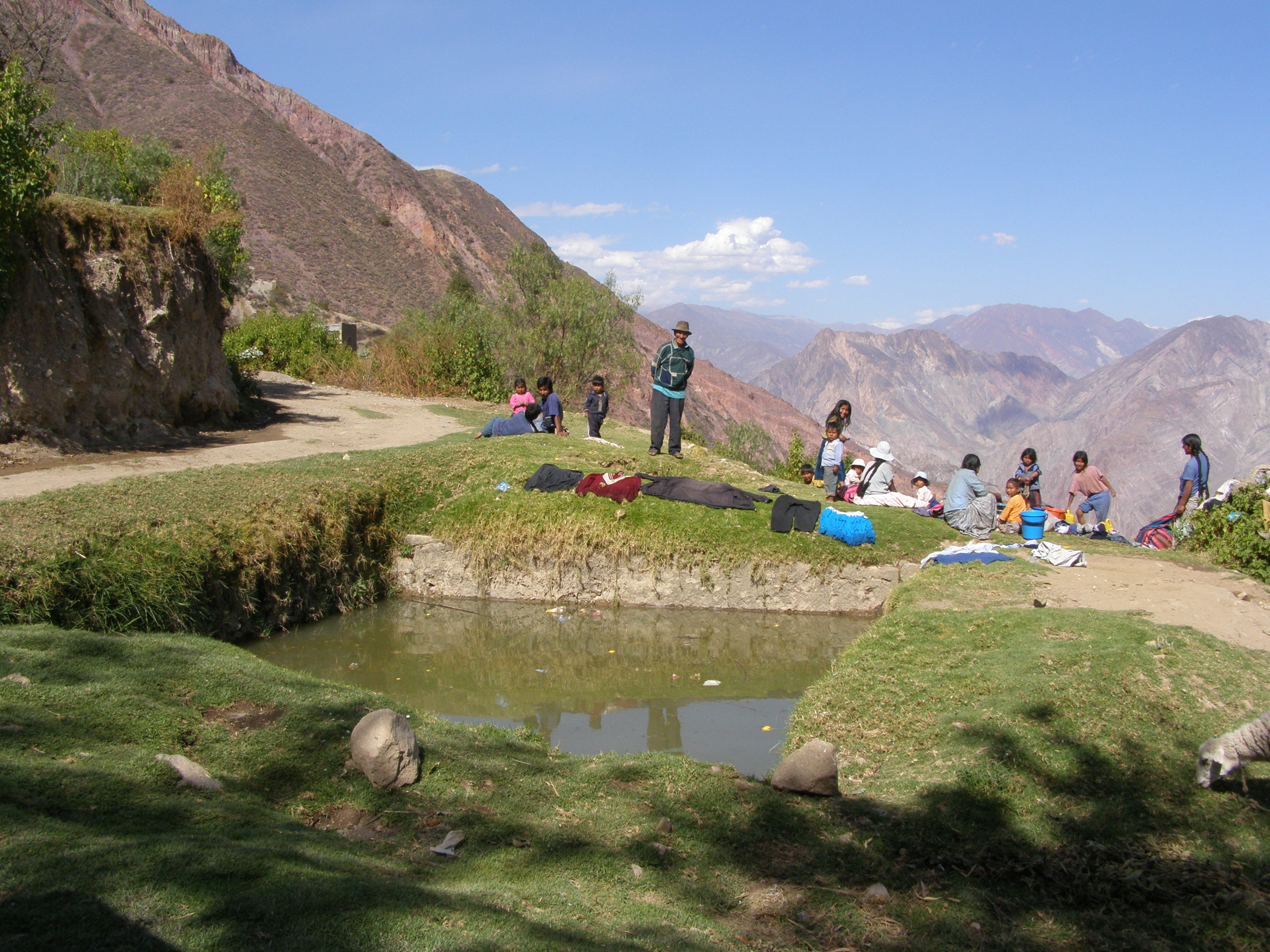
Een van de irrigatiereservoirs van Chojahuaya